# Revezamento da Tocha dos Jogos Olímpicos de Verão de 2012
O Revezamento da Tocha dos Jogos Olímpicos de Verão de 2012 foi um evento que levou a chama olímpica que ardeu no estádio olímpico em Londres, da Grécia, local onde surgiu os Jogos Olímpicos, até a capital britânica, que foi sede da XXX Olimpíada da era Moderna. O evento teve início em 10 de Maio e encerrou-se aos 27 de Julho de 2012, no Estádio Olímpico de Londres durante a Cerimônia de abertura dos Jogos Olímpicos de Verão de 2012.
Em seu percurso a chama percorreu mais de três mil quilômetros em território grego e 12.875 em território britânico

## Organização
Diferentemente da maioria das edições anteriores, a chama olímpica não percorreu diferentes países, passando apenas pela Grécia, onde foi acesa e de lá partindo para um percurso pelas Ilhas Britânicas, pela Irlanda e pelas Dependências da Coroa.
A ideia de praticamente restringir ao país-sede o revezamento que marca a preparação para os Jogos se deu após os protestos realizados durante a passagem da tocha nos Jogos Olímpicos de Verão de 2008.
Um dia antes do dia oficial para o acendimento da tocha olímpica, um ensaio foi realizado em Olímpia e uma chama foi acesa na forma de uma “reserva”, caso houvesse algum imprevisto no acendimento durante a cerimônia oficial um dia depois.
Como manda a tradição, após a chama ter sido acesa na Grécia, por sacerdotisas, utilizando-se apenas o calor do Sol, a chama iniciou uma viagem de uma semana pela Grécia, em seu percurso estão cinco sítios arqueológicos, entre eles a Acrópole. No 17 de Maio ela entrou no Estádio Olímpico de Atenas, sede dos Jogos Olímpicos de Verão de 1896, aonde foi entregue à Grã-Bretanha para uma viagem de 12.875 quilômetros em território britânico e irlandês. No total, 74 locações estavam incluídas no percurso, que cobrirá todas as nações e regiões da Grã-Bretanha, além de incluir visitas a seis ilhas que integram o país e a República da Irlanda.

## Percurso
Após sete dias de percurso em território grego, a chama olímpica foi entregue à delegação britânica em 17 de maio. David Beckham, a Princesa Ana, o prefeito de Londres, Boris Johnson e o presidente do Comitê Organizador de 2012, Sebastian Coe, foram os encarregados de levar a tocha da Grécia até o solo britânico.
No ponto mais ocidental do país, na Cornualha - Land's End - começou o revezamento pelo solo britânico. Em 19 de maio de 2012, coube ao atleta Ben Ainslie, tricampeão olímpico, a honra de ser a primeira pessoa, dentre as mais de oito mil selecionadas, a conduzir a chama na terra dos Jogos.
| Data e local | Mapa | Data e local |
| --- | ---- | --- |
| 19 de Maio: Land's End (1) 19 de Maio: Plymouth (2) 20 de Maio: Exeter (3) 21 de Maio: Taunton (4) 22 de Maio: Bristol e Bath (5) 23 de Maio: Cheltenham (6) 24 de Maio: Worcester (7) 25 de Maio: Malvern (8) 25 de Maio: A tocha entra em Gales por Monmouthshire 25 de Maio: Cardiff (9) 26 de Maio: Swansea (10) 27 de Maio: Aberystwyth (11) 28 de Maio: Bangor (12) 29 de Maio: Chester (13) 30 de Maio: Stoke-on-Trent (14) 31 de Maio: Bolton (15) 1 de Junho: Liverpool (16) 2 de Junho: Ilha de Man (17) 3 de Junho: Portrush (18) 4 de Junho: Derry-Londonderry (19) 5 de Junho: Newry (20) 6 de Junho: Dublin (21) 7 de Junho: Belfast (22) 8 de Junho: Glasgow (23) 9 de Junho: Inverness (24) 10 de Junho: Orkney (25) 10 de Junho: Shetland (26) 11 de Junho: Ilha de Lewis (27) 11 de Junho: Aberdeen (28) 12 de Junho: Dundee (29) 13 de Junho: Edimburgo (30) 14 de Junho: Alnwick (31) 15 de Junho: Newcastle (32) 16 de Junho: Durham (33) 17 de Junho: Middlesbrough (34) 18 de Junho: Hull (35) 19 de Junho: York (36) 20 de Junho: Carlisle (37) 21 de Junho: Bowness-on-Windermere (38) |      | 22 de Junho: Blackpool (39) 23 de Junho: Manchester (40) 24 de Junho: Leeds (41) 25 de Junho: Sheffield (42) 26 de Junho: Cleethorpes (43) 27 de Junho: Lincoln (44) 28 de Junho: Nottingham (45) 29 de Junho: Derby (46) 30 de Junho: Birmingham (47) 1 de Julho: Coventry (48) 2 de Julho: Leicester (49) 3 de Julho: Peterborough (50) 4 de Julho: Norwich (51) 5 de Julho: Ipswich (52) 6 de Julho: Chelmsford (53) 7 de Julho: Cambridge (54) 8 de Julho: Luton (55) 9 de Julho: Oxford (56) 10 de Julho: Reading (57) 1 de Julho: Basingstoke (58) 11 de Julho: Winchester (59) 11 de Julho: Salisbury (60) 12 de Julho: Weymouth e Portland (61) 13 de Julho: Bournemouth (62) 14 de Julho: Southampton (63) 15 de Julho: Guernsey (64) 15 de Julho: Jersey (65) 15 de Julho: Portsmouth (66) 16 de Julho Julho: Brighton e Hove (67) 17 de Julho: Hastings (68) 18 de Julho: Dover (69) 19 de Julho: Maidstone (70) 20 de Julho: Guildford (71) 21 de Julho: Waltham Forest (72) 22 de Julho: Bexley (73) 23 de Julho: Wandsworth (74) 24 de Julho: Ealing (75) 25 de Julho: Haringey (76) 26 de Julho: Westminster (77) 27 de Julho: Estádio Olímpico de Londres (78) |